# Quản lí sở hữu khách hàng
Quản lý sở hữu khách hàng (tiếng Anh: Customer acquisition management) là một tập hợp các kỹ thuật được sử dụng để quản lý khách hàng tiềm năng và các yêu cầu được tạo ra bởi tiếp thị. Quản lý sở hữu khách hàng có thể được coi là kết nối giữa quảng cáo và quản lý quan hệ khách hàng để có được khách hàng mới.
Quản lý sở hữu khách hàng có điểm tương đồng với quản lý khách hàng tiềm năng. Đôi khi bị thiếu từ các định nghĩa quản lý khách hàng tiềm năng, nhưng luôn được bao gồm trong quản lý sở hữu khách hàng là hệ thống báo cáo vòng lặp đóng. Hệ thống báo cáo như vậy thường cho phép tổ chức định lượng hiệu quả của các kết quả hoạt động quảng cáo khác nhau. Điều này cho phép các tổ chức thực hiện các cải tiến liên tục trong cả hoạt động quảng cáo và hệ thống chuyển đổi khách hàng. Giống như quản lý khách hàng tiềm năng, quản lý sở hữu khách hàng tạo ra một kiến trúc có trật tự để quản lý khối lượng lớn các yêu cầu của khách hàng hoặc khách hàng tiềm năng.